# Acco (nimfa)
Acco (Ἀκκώ) és una nimfa de la mitologia grega. Segons el seu mite, Acco era una nimfa de molta bellesa durant la seva joventut. Així mateix, la nimfa tenia una mania constant en mirar-se al mirall, tota presumida contemplava el seu aspecte i deia a si mateixa tota mena d'alabances per la seva bellesa sense cap mena de mesura, un fet que es va traslladar a la llengua grega amb un antic refrany: «Es mira en les seves armes, com Acco en el seu mirall», i que servia per definir als homes i dones que tenien aquest tipus de comportament. Finalment, Acco fou condemnada per Zeus a fer-se vella, i quan es mirà novament en el seu mirall perdé el seny i enfollí a causa d'haver perdut la seva bellesa i encants. Segons diuen, la seva mania per mirar-se al mirall també l'afectava en privar-se de tot allò que ella desitjava.